# Ibrahim Tannous
Le général Ibrahim Tannous, né en 1929, et mort le 26 décembre 2012,  a été le 9e Commandant des Forces armées libanaises du 8 décembre 1982 au 22 juin 1984, en pleine guerre civile au Liban. Il sera remplacé en 1984 par le général Michel Aoun. 